# Tempus regit actum
Tempus regit actum é uma expressão jurídica latina que significa literalmente o tempo rege o ato, no sentido de que os atos jurídicos se regem pela lei da época em que ocorreram. Esse princípio refere-se ao momento em que uma norma legal deve ser aplicada a um determinado ato jurídico. Em outras palavras, a lei que deve ser aplicada a uma situação específica é aquela que estava em vigor no momento em que o ato ocorreu. É objeto de estudo do Direito Intertemporal e normalmente a matéria é regulada em cada país, conforme regras própria. 

## Conceito e finalidade
O princípio "tempus regit actum" está fundamentado na ideia de que a lei aplicável a uma situação é aquela que estava em vigor no momento em que o ato ocorreu. Isso significa que a lei não retroage para alcançar atos passados, e a legislação atual não afeta situações que ocorreram antes de sua promulgação. A finalidade principal desse princípio é proporcionar segurança jurídica e previsibilidade. Ele evita mudanças retroativas nas regras legais, garantindo que as partes envolvidas em um ato possam confiar na legislação existente na época em que o ato ocorreu. Isso é crucial para a estabilidade das relações jurídicas e para evitar surpresas desfavoráveis aos envolvidos. 

## Aplicação
Ao empregar o princípio do "tempus regit actum", os tribunais e autoridades jurídicas adotam a perspectiva de considerar a legislação vigente no momento em que o ato em análise teve lugar. Essa abordagem abraça uma variedade abrangente de circunstâncias, abarcando desde contratos e transações comerciais até ofensas criminais. O cerne desse princípio reside na necessidade de avaliar as circunstâncias sob a ótica normativa que prevalecia no período específico em que a conduta questionada ocorreu. Essa prática visa assegurar uma aplicação justa e coerente da lei, reconhecendo a importância de contextualizar os eventos legais dentro do quadro normativo existente no momento da ocorrência, garantindo, assim, uma interpretação adequada e equitativa das normas jurídicas pertinentes. A regra que orienta a escolha da norma a ser aplicada é aquela em vigor no momento da prática do ato. Em outras palavras, os eventos complexos que ocorrem de forma sucessiva seguem as disposições legais em vigor durante sua constituição. Contudo, se o evento inicial gera efeitos legais que se estendem ao longo do tempo, é possível aplicar a norma mais recente sem prejudicar as expectativas legítimas das partes envolvidas. Nesse contexto, é essencial manter um compromisso com o princípio da tutela da expectativa, assegurando a coerência e a proteção dos interessados. Esse compromisso é análogo aos princípios que regem os atos jurídicos, garantindo estabilidade e respeito às expectativas dos envolvidos. 

## Exceções
Embora o princípio do "tempus regit actum" seja uma regra geral no direito, existem algumas exceções que permitem a aplicação de legislação posterior ao ato em análise.  Algumas dessas exceções incluem:
- Lei expressamente retroativa: Se uma nova lei for explicitamente redigida com cláusula de retroatividade, ela pode ser aplicada a atos ocorridos antes de sua promulgação. Contudo, é importante destacar que a retroatividade deve ser claramente prevista no texto da lei para que seja válida.
- Normas de ordem pública e interesse social: Certas normas, particularmente aquelas relacionadas a questões de ordem pública e interesse social, podem ter efeitos retroativos para garantir a proteção desses valores fundamentais. Nesses casos, a retroatividade visa corrigir situações que contrariam princípios fundamentais da sociedade.
- Interpretação extensiva ou analógica da lei: Em algumas situações, os tribunais podem adotar uma interpretação extensiva ou analógica da legislação vigente à época do ato, com base em normas supervenientes que visam cobrir lacunas ou aprimorar a eficácia da lei.
- Constitucionalidade da norma anterior: Se uma lei anterior for declarada inconstitucional e, consequentemente, revogada, os atos praticados sob essa norma podem ser reavaliados à luz da legislação posterior, que agora prevalece sem os vícios constitucionais.
- Direito adquirido e ato jurídico perfeito: O direito brasileiro assegura a proteção do direito adquirido e do ato jurídico perfeito, o que significa que esses direitos não podem ser prejudicados por leis posteriores. Essa proteção visa garantir a estabilidade das relações jurídicas já consolidadas. [4] [1]

Porém, existem duas exceções possíveis que consistem na validade da lei a algo ocorrido anteriormente ao início de sua vigência (retroatividade) e futuramente à revogação da referida (ultratividade). É importante ressaltar que a interpretação das exceções ao princípio do "tempus regit actum" pode variar em diferentes contextos e casos específicos, e cabe aos tribunais analisar cuidadosamente cada situação, levando em consideração os princípios fundamentais do ordenamento jurídico brasileiro. 